# Station Podhradí
Station Podhradí is een spoorwegstation bij het dorp Kamenná in de Tsjechische gemeente Krásná. Het station, dat genoemd is naar de oostelijker gelegen plaats Podhradí, ligt aan spoorlijn 148. Het station wordt beheerd door de nationale spoorwegonderneming České dráhy in samenwerking met de Staatsorganisatie voor spoorweginfrastructuur (SŽDC). Bij station Podhradí vindt geen verkoop van treinkaartjes plaats, tickets dienen in de trein aangeschaft te worden.
Cheb ↔ Františkovy Lázně-Aquaforum ↔ Františkovy Lázně ( ↔ aftakking: Tršnice) ↔ Františkovy Lázně-Seníky ↔ Vojtanov obec ↔ Hazlov ↔ Aš ↔ Aš město ↔ Aš předměstí ↔ Štítary ↔ Podhradí ↔ Studánka ↔ Hranice v Čechách